# رهوه البيضاء (المفلحي)

تعديل مصدري - تعديل

رهوه البيضاء هي إحدى قرى عزلة المفلحي بمديرية المفلحي التابعة لمحافظة لحج، بلغ تعداد سكانها 74 نسمة حسب تعداد اليمن لعام 2004.